# 藤井貴彦 Saturday Night Buzz
『藤井貴彦 Saturday Night Buzz』（ふじいたかひこサタデー・ナイト・バズ）は、ニッポン放送が2024年11月9日から2025年3月29日まで放送したラジオのトーク番組、2024年度ニッポン放送週末ナイターオフ夕方ワイド番組のひとつとして放送された。

## 概要
ニッポン放送は、2024年度ナイターオフ期間に土曜日19時から21時まで放送枠を設定し、新しいトーク番組として本番組を編成した。2024年5月6日に放送した単発特番『藤井貴彦 グッドラック!』が聴取物から好評を得て、レギュラー番組とした。
街にあふれる情報に加え、リスナーからの便りや藤井自身のエピソードを基に、「楽しくがやがや話す」トークバラエティ番組である。
番組タイトルは藤井が考案し、「アルコールでもアドレナリンでもほろ酔いな気分をみなさんと共有できたら最高です。週末の夜、グラス片手に聴いていただけるような番組にならないかなぁと思っていますが、基本的には翌朝に残らないライトなbuzz（ほろ酔い気分）を目指しています」と抱負を述べている。
本番組はプロ野球日本シリーズ終了以降に開始するため、それまで当該時間帯は『ショウアップナイタースペシャル』（クライマックスシリーズおよび日本シリーズ）または週替わりパーソナリティによる『サタデースペシャル』を放送した。

## 放送時間
毎週土曜 19:00 - 21:00

## 出演者

### パーソナリティ
藤井貴彦（日本テレビ出身のフリーアナウンサー）

### パートナー
新行市佳（ニッポン放送アナウンサー）

## ネット局
| 放送対象地域 | 放送局             | 放送時間           | 備考   |
| ------------ | ------------------ | ------------------ | ------ |
| 関東広域圏   | ニッポン放送（LF） | 土曜 19:00 - 21:00 | 制作局 |
| 山口県       | 山口放送（KRY）    | 土曜 19:00 - 21:00 |        |
| 徳島県       | 四国放送（JRT）    | 土曜 19:00 - 21:00 |        |

### 特別編成に伴う休止・時間変更
- 2024年11月23日 - 『ショウアップナイター スペシャル 第3回 WBSCプレミア12 日本 × チャイニーズ・タイペイ』実況中継を編成するニッポン放送は休止、山口放送と四国放送は裏送りで放送。
- 2025年2月8日 - 1月28日に他界した森永卓郎を追悼する特番『情熱ラジオ!フルスイング ありがとう森永卓郎さん』を編成するニッポン放送は休止、山口放送と四国放送は裏送りで放送。